# United States Numbered Highway System

Karte der USA mit in Betrieb befindlichen U.S. Highways

Historische Entwicklung der Beschilderung der U.S. Highways am Beispiel des U.S. Highway 54

Das United States Numbered Highway System (häufig U.S. Routes oder U.S. Highways) ist ein Fernstraßensystem in den USA. Es wird ergänzt durch die autobahnähnlichen Interstate Highways und ist mit Bundesstraßen in Deutschland oder Österreich vergleichbar.
Die Highways des Numbered Highway System führen meist durch mehrere US-Bundesstaaten und sind nicht selten mehrere tausend Kilometer lang. Dennoch werden diese Straßen nicht föderal, sondern durch die einzelnen Bundesstaaten verwaltet. Die Koordination wird von der American Association of State Highway and Transportation Officials (AASHTO) wahrgenommen.

## System

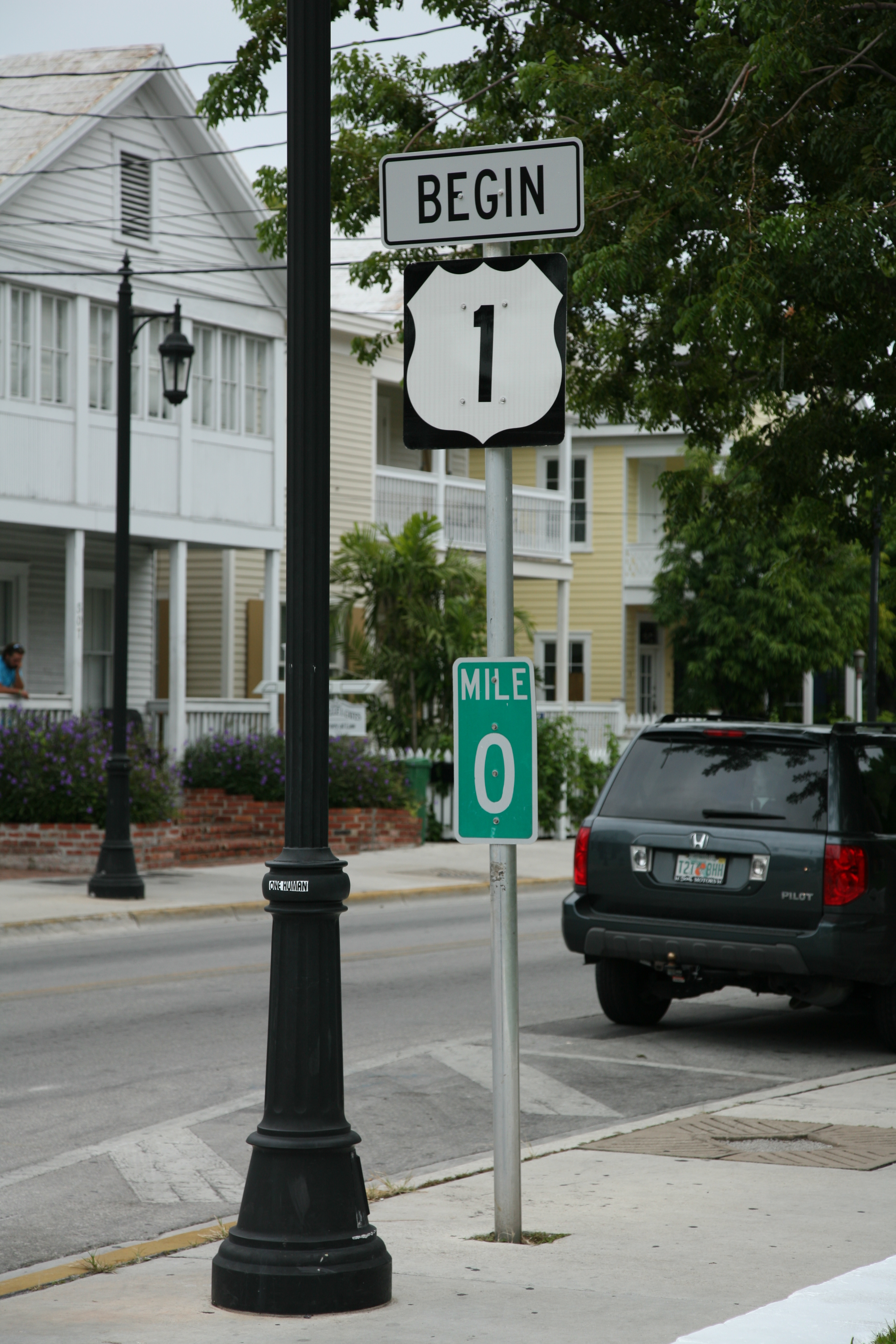
Anfang des U.S. Highway 1 in Key West

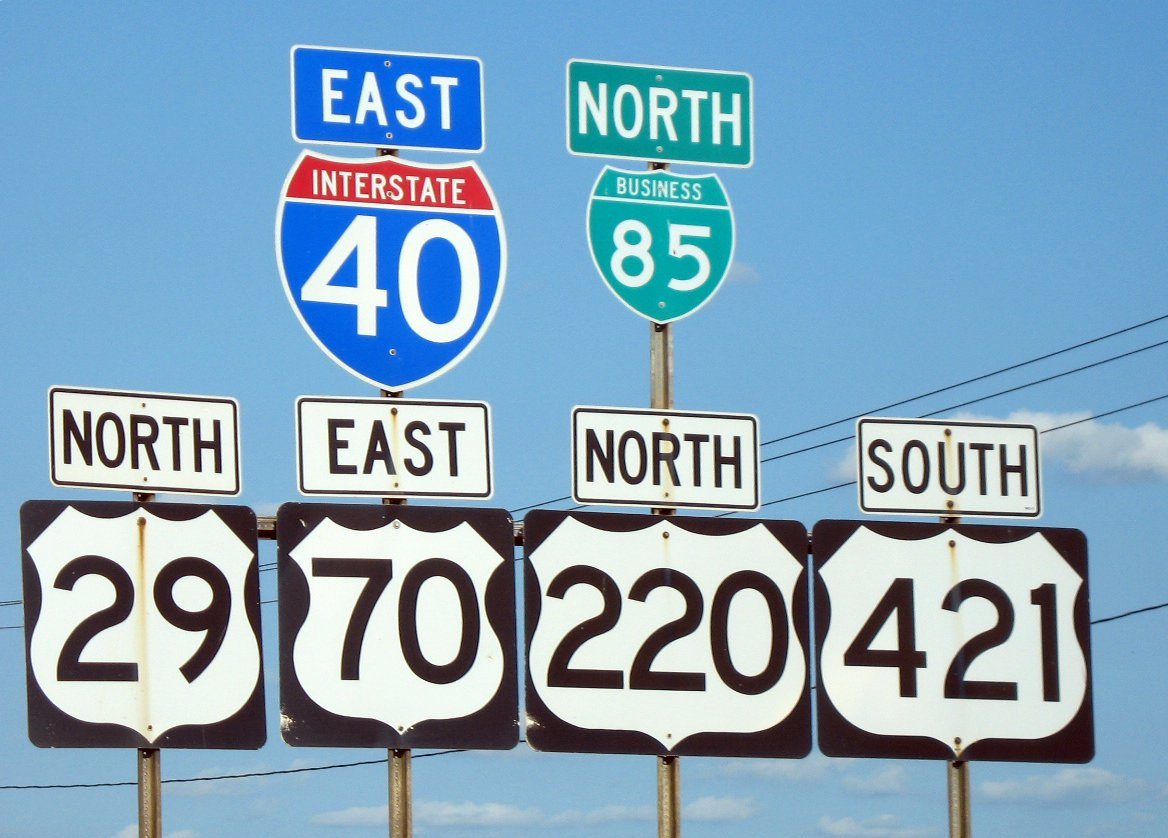
Beschilderung von Interstate (I-40), Interstate Business Loop (I-85 Business, zugehörig zur I-85) sowie vier U.S. Highways (US 29, US 70, US 220 und US 421) in Greensboro

Hierarchisch den U.S. Highways übergeordnet sind die Interstate Highways, untergeordnet sind die von jedem Bundesstaat autonom verwalteten State Routes.
Das Fernstraßensystem der U.S. Highways wies im Jahr 1955 eine Gesamtlänge von 169.760 Meilen (273.202 km) auf. Bis zum Jahr 1989, als die AASHTO letztmals ihr Route Log veröffentlichte, fiel die Gesamtstreckenlänge leicht auf 159.645 Meilen (253.832 km), was auf die Herabstufung verschiedener Highways auf State Routes zurückzuführen ist. Die AASHTO betont, dass die U.S. Highways keinen Ersatz darstellen für die State Routes, die von den Bundesstaaten autonom verwaltet werden, sondern diese sinnvoll ergänzen, um Autofahrten über die Grenzen der einzelnen Bundesstaaten hinweg angenehm und mit klaren Orientierungspunkten zu ermöglichen.
Im Gegensatz zu den Interstate Highways, die als Freeways ausgestaltet sind und somit keine die freie Fahrt behindernden Elemente wie Ampeln oder niveaugleiche Kreuzungen aufweisen, gibt es keine baulichen Mindestanforderungen für U.S. Highways. Sie weisen häufig Kreuzungen und Einmündungen mit oder ohne Ampelsteuerung auf und verfügen anders als Interstate Highways nur selten über Auf- und Abfahrten.
Die Bezeichnungen U.S. Highway und U.S. Route sind synonym und werden nebeneinander verwendet. Der regelmäßig veröffentlichte Bericht der AASHTO trägt den Titel United States Numbered Highways, während die Highways im Text teilweise als U.S. Routes bezeichnet werden, unter anderem im Inhaltsverzeichnis der Veröffentlichung. Auch die Bundesstaaten verwenden beide Begriffe, beispielsweise nutzt Delaware den Begriff U.S. Routes, während Colorado die Bezeichnung U.S. Highways verwendet.
Die namentlich bekannteste Fernstraße des U.S.-Highway-Systems ist vermutlich die U.S. Route 66, die zunächst als eine der ersten durchgehend befestigten Straßen quer durch die Vereinigten Staaten eine hohe wirtschaftliche Bedeutung aufwies.

## Nummerierung
Zu Beginn des 20. Jahrhunderts trugen wichtige Fernstraßen noch keine Nummern, sondern Namen; häufig waren die Straßen nach großen Persönlichkeiten der Geschichte der USA benannt. Zwei der wichtigsten Fernstraßen zu jener Zeit waren der Lincoln Highway und der Jefferson Highway. Ab 1918 setzte sich die systematische Nummerierung wichtiger Fernstraßen langsam durch, 1924 wurde ein landesweit einheitliches System zur Nummerierung durch die AASHTO beschlossen (vgl. Abschnitt Geschichte).
Die Highways des Numbered Highway System erhalten eine individuelle Nummer und werden dann als U.S. Highway oder U.S. Route in Verbindung mit dieser Nummer bezeichnet. Grundsätzlich werden Highways in Nord-Süd-Ausrichtung mit ungeraden und von Ost nach West aufsteigenden Nummern versehen, während in West-Ost-Richtung verlaufende Highways gerade Nummern zugewiesen werden, wobei die Nummern von Nord nach Süd steigen. Die bedeutendsten Highways in Nord-Süd-Ausrichtung enden dabei mit einer 1, während solche in West-Ost-Ausrichtung eine 0 als letzte Ziffer aufweisen. Zubringer für Highways erhalten eine dreistellige Nummerierung, wobei die letzten beiden Ziffern der Nummer des zugehörigen Highways entsprechen. Es gibt allerdings einige Ausnahmen dieses Systems (beispielsweise, weil entsprechende Nummerierungen nicht zur Verfügung standen oder durch Veränderungen des Systems im historischen Verlauf).
Ebenfalls meist aus historischen Gesichtspunkten entstanden sind Zusatzbezeichnungen wie „Alternate Routes“ als offizielle Alternativstrecken, die den Hauptstrecken jedoch hierarchisch untergeordnet sind, oder „Bypass Routes“. Dafür werden häufig die Buchstaben A und B als Suffix verwendet. Einige U.S. Highways mit besonderer historischer oder landschaftlicher Bedeutung werden als National Scenic Byway eingestuft.

## Geschichte

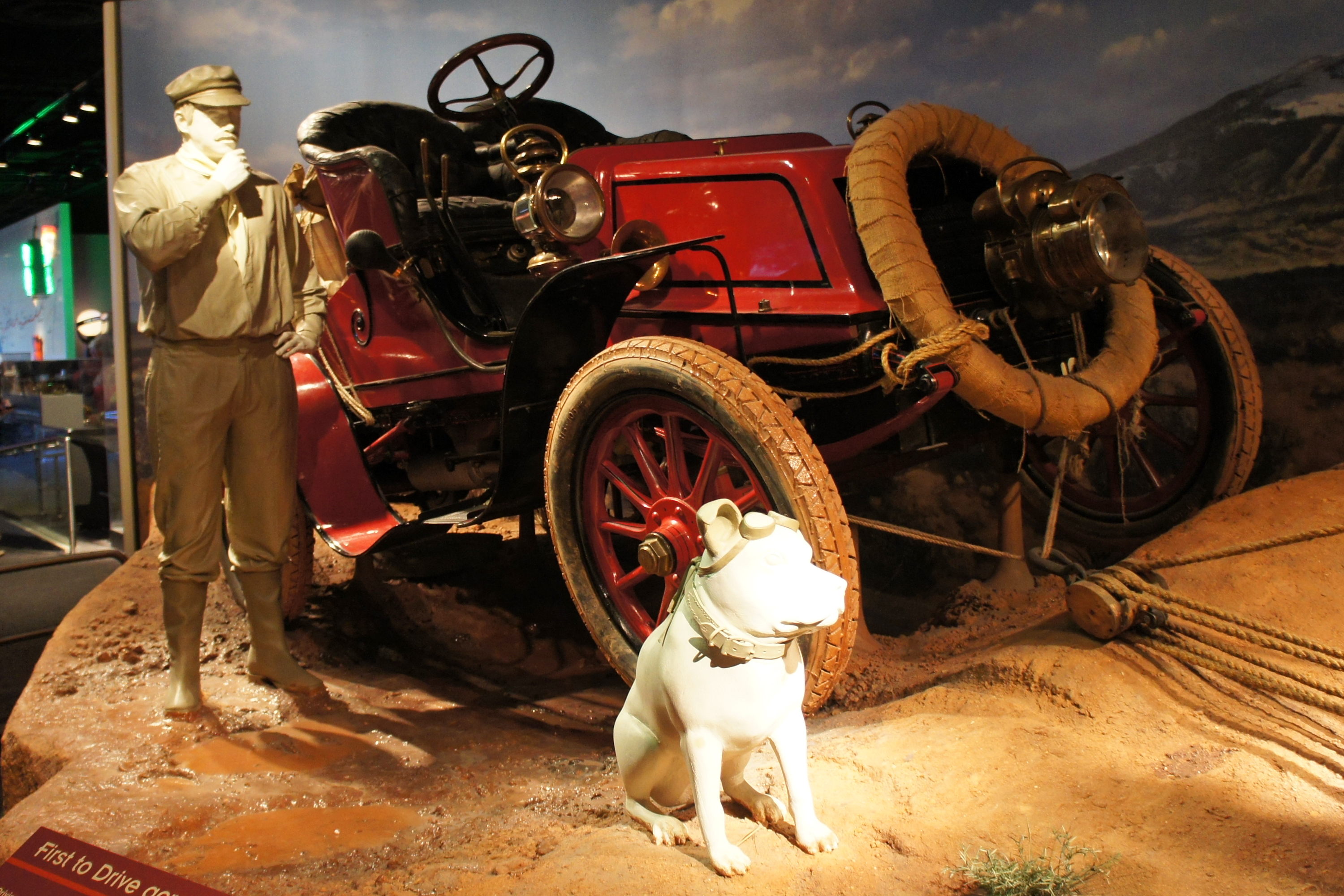
Horatio Nelson Jackson mit seinem PKW (Nachbildung), ausgestellt im National Museum of American History in Washington, D.C.

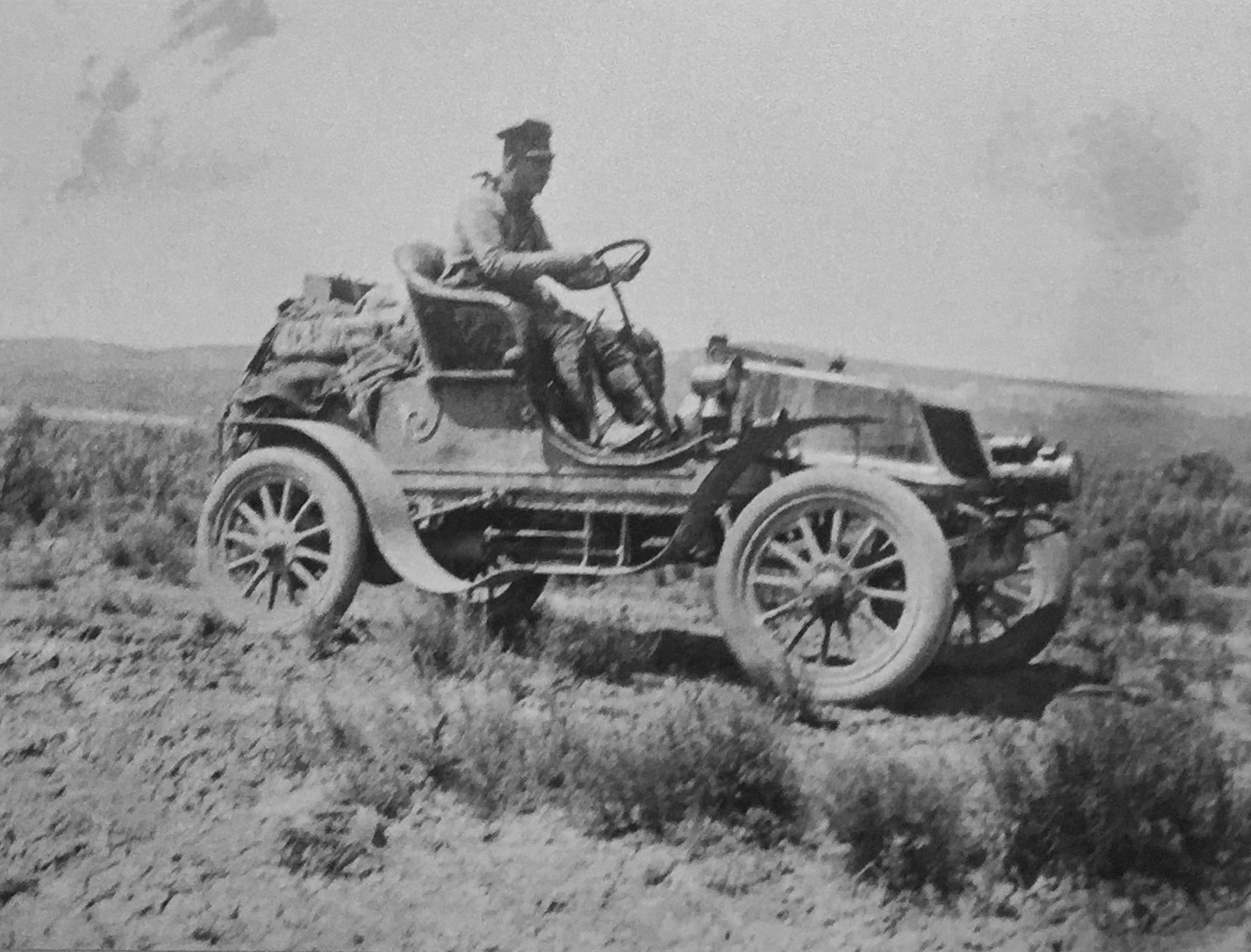
Horatio Jackson im Jahr 1903

Im Jahr 1903 fuhren die US-Amerikaner Horatio Nelson Jackson und Sewall Crocker mit ihrem Personenkraftwagen, einem Winton von 1903, von San Francisco nach New York City. Da es zu diesem Zeitpunkt nur rund 150 Meilen (ca. 230 km) befestigte Straßen in den ganzen USA gab, nutzten Jackson und Crocker bei dieser Fahrt überwiegend unbefestigte Landstraßen und Zugtrassen. Ihr Vorhaben fand schnell große Beachtung in diversen Tageszeitungen und entwickelte sich zu einer Sensation, die im ganzen Land Beachtung fand. Heute gilt die Fahrt als erste dokumentierte PKW-Tour ein Mal quer durch die Vereinigten Staaten. Zugleich kamen durch diese Tour erste Überlegungen auf, systematisch Fernstraßen in den USA zu bauen. Ab 1910 taten sich so diverse lokal organisierte Organisationen und Interessensgruppen auf, die Fernstraßen zwischen verschiedenen großen Städten bauten. Die Finanzierung und der Bau erfolgten dezentral, beispielsweise durch die Kommunen selbst; eine standardisierte Straßenbauweise existierte zu diesem Zeitpunkt noch nicht. Da die Anzahl der zugelassenen Kraftfahrzeuge zwischen 1910 und 1920 von 500.000 Fahrzeuge auf über zehn Millionen Fahrzeuge nahezu explodierte, entstand ein großer Bedarf nach einer systematischen Bauweise und Namensgebung der Highways. Im Jahr 1914 wurde die American Association of State Highway Officials gegründet. Der Federal Aid Road Act aus dem Jahr 1916 regelte landesweit die Finanzierung des Straßenbaus und stellte 75 Millionen US-Dollar für den Straßenbau zwischen 1916 und 1921 bereit, was zu einer erheblichen Beschleunigung des Aufbaus des Fernstraßennetzes führte.
Der erste Bundesstaat der Vereinigten Staaten, der seine Highways systematisch nummerierte, war Wisconsin im Jahr 1918. Ein Jahr zuvor hatte das Parlament von Wisconsin den Bau eines gut ausgebauten Fernstraßennetzes beschlossen. Nachdem erste Überlegungen, die Highways farblich zu kennzeichnen, verworfen worden waren, vergab Wisconsin für die Highways systematisch Nummern: beginnend bei der Zahl 10 für den längsten Highway, erhielten die Highways in der Reihenfolge ihrer Streckenlänge zweistellige Nummern. Das System der nummerierten Highways stellte sich schnell als sehr zuverlässig heraus und wurde von weiteren Bundesstaaten übernommen.
Auf einer Sitzung der American Association of State Highway Officials im Jahr 1924 beschlossen die Verkehrsministerien der Bundesstaaten ein einheitliches Nummernsystem für Interstate Highways. In weiteren Sitzungen wurden die Details dieses Systems beschlossen. 1925 einigte man sich auf das Präfix „U.S. Highway“ in Verbindung mit einer Zahl. Außerdem wurden die Fernstraßen ausgewählt, die Teil dieses Highway-Systems sein sollen. Es wurde ein Straßennetz von insgesamt 75.800 Meilen (122.000 Kilometern) Länge ausgewählt. Das stellte zum damaligen Zeitpunkt einen Anteil von 2,6 % an allen Straßen der Vereinigten Staaten dar. Die Beschlüsse führten landesweit zu ausgiebigen Diskussionen und trafen gleichermaßen auf Zustimmung und Ablehnung in lokalen Tageszeitungen – oft davon abhängig, ob die jeweilige Region an das Highway-System angeschlossen war oder nicht. Offiziell angenommen wurde der Plan schließlich am 11. November 1926. Das beschlossene Nummernsystem ist in weiten Teilen bis heute gültig.
In den folgenden Jahren versuchte die AASHTO bestehende Inkonsistenzen aufzulösen und änderte die Nummer von Highways, die den Charakter eines Zubringers aufwiesen, zu dreistelliger Zahl, indem sie der existierenden zweistelligen Nummerierung eine Ziffer voranstellte. Zusätzlich wurden „Alternativrouten“ („Alternative Routes“) definiert. Durch die Verlängerung diverser Highways und den Bau neuer Straßen, verkomplizierte sich das System zunehmend, sodass insbesondere Anfang der 1960er Jahre einige flächendeckende Umbenennungen notwendig wurden. Die AASHTO ist immer noch bemüht, Highways, die eine Gesamtstreckenlänge von weniger als 300 Meilen aufweisen und keine Bundesstaaten miteinander verbinden, aus dem Highway-System zu entfernen.
Im Jahr 1956 erließ der damalige Präsident der Vereinigten Staaten, Dwight D. Eisenhower, das Federal Aid Highway Act. Durch dieses Gesetz wurde der Bau des Interstate Highway Systems der USA beschlossen. Interstate Highways sind überregionale Schnellstraßen, vergleichbar mit Autobahnen. Bis 1991 wurden über 100 Milliarden US-Dollar in das 77.000 Kilometer lange Schnellstraßennetz investiert. Das Interstate Highway System löste das Highway-System als bedeutendstes Fernstraßensystem der Vereinigten Staaten ab. Interstate Highways verfügen ebenfalls über ein Nummerierungssystem, tragen aber ein I- als Präfix.